# Nicolas Vogel
Pour les articles homonymes, voir Vogel.
Nicolas Vogel, parfois crédité Nic Vogel, est un comédien français, né le 27 mai 1925 dans le 6e arrondissement de Paris et mort  le 17 septembre 2006 dans le 14e arrondissement de Paris.

## Biographie
Il est le fils de Lucien Vogel et Cosette de Brunhoff, fille de Maurice de Brunhoff et sœur de Jean de Brunhoff. Sa sœur Marie-Claude épouse Paul Vaillant-Couturier. Son autre sœur Nadine est actrice de cinéma.
Il est titulaire d'un dossier de résistant FFL.
Dans le film Le Bataillon du ciel, son premier grand rôle fut de jouer Veran, un parachutiste de la France libre, parachuté en Bretagne dans la nuit du 5 au 6 juin 1944 dans le cadre du débarquement en Normandie.
Dans ce film, Veran est fait prisonnier par les Allemands, torturé et fusillé. Son rôle est inspiré de faits réels, des parachutistes français capturés, furent torturés et fusillés. Ils ne furent pas traités comme des prisonniers de guerre.

## Filmographie

### Cinéma
- 1945 : Patrie de Louis Daquin
- 1945 : Le Bataillon du ciel de Alexandre Esway - Film tourné en deux époques - (Véran, le parachutiste)
- 1946 : Pétrus de Marc Allégret
- 1947 : Et dix de der de Robert Hennion
- 1947 : Bethsabée de Léonide Moguy - (L'adjudant)
- 1949 : Le Jugement de Dieu de Raymond Bernard
- 1950 : Sous le ciel de Paris de Julien Duvivier - (Un gréviste)
- 1951 : Les loups chassent la nuit de Bernard Borderie - (Jim, le chauffeur de Mollert)
- 1951 : La Demoiselle et son revenant de Marc Allégret
- 1952 : La Jeune Folle de Yves Allégret - (Tom)
- 1952 : La Môme vert-de-gris de Bernard Borderie - (Kerts)
- 1952 : La Putain respectueuse de Charles Brabant - (Un client du night-club)
- 1953 : Jeunes Mariés, de Gilles Grangier - (Un américain)
- 1953 : Les femmes s'en balancent de Bernard Borderie - (Jim Maloney)
- 1958 : Un drôle de dimanche de Marc Allégret - (Chartier, un dessinateur)
- 1959 : Les Affreux de Marc Allégret
- 1959 : Les Liaisons dangereuses de Roger Vadim - (Jerry Court)
- 1959 : Marche ou crève de Georges Lautner
- 1960 : Comment qu'elle est ? de Bernard Borderie - (Mayne)
- 1960 : Callaghan remet ça de Willy Rozier
- 1961 : Le Couteau dans la plaie - (Five miles to Midnight) de Anatol Litvak - (Eric Ostrum)
- 1961 : Le crime ne paie pas de Gérard Oury, dans le sketch : L'affaire Hugues - (Joseph Daime)
- 1961 : L'Éducation sentimentale de Alexandre Astruc
- 1961 : Le Puits aux trois vérités d'François Villiers - (Un invité au vernissage)
- 1961 : L'Affaire Nina B. de Robert Siodmak - (Von Knapp)
- 1961 : Les Vierges de Rome - (Le vergini di Roma) de Vittorio Cottafavi et Carlo Ludovico Bragaglia - (Rasmal)
- 1962 : L'Abominable Homme des douanes de Marc Allégret - (l'inspecteur chef
- 1962 : Strip-tease de Jacques Poitrenaud
- 1964 : La Chance et l'Amour de Bertrand Tavernier - Uniquement dialoguiste -
- 1966 : Brigade antigangs de Bernard Borderie
- 1966 : La Nuit des généraux (The Night of the Generals) d'Anatol Litvak - (Plotting, un officier allemand)
- 1967 : La Fille d'en face de Jean-Daniel Simon
- 1967 : J'ai tué Raspoutine de Robert Hossein - (Le docteur Lazovert)
- 1968 : Faut pas prendre les enfants du bon Dieu pour des canards sauvages de Michel Audiard - (Le conseiller de M. Charles)
- 1971 : Le Petit Matin de Jean-Gabriel Albicocco - (Un capitaine)
- 1972 : César et Rosalie de Claude Sautet - (Un joueur de poker)
- 1972 : La Scoumoune de José Giovanni - (Grégoire)
- 1973 : Chacal - (The day of the jackal) de Fred Zinnemann
- 1974 : Vincent, François, Paul... et les autres de Claude Sautet - (Clovis)
- 1975 : Rosebud d'Otto Preminger
- 1975 : Le Gitan de José Giovanni - (Jeannot)
- 1976 : Mado de Claude Sautet - (Maxime, un cousin de Simon)
- 1978 : Flic ou voyou de Georges Lautner - (Marcel Gaston)
- 1979 : La Tour Eiffel en otage - (The hostage tower) de Claudio Guzman
- 1981 : Une sale affaire de Alain Bonnot - (Alioti)
- 1981 : Une étrange affaire de Pierre Granier-Deferre - (René)
- 1983 : Garçon ! de Claude Sautet - (Maxime)
- 1995 : Les Misérables de Claude Lelouch - (Le général de Verdun)

### Télévision
- 1953 : Danse sans Musique de Claude Barma
- 1962 : L'inspecteur Leclerc enquête, de Claude Barma, épisode : Ma femme est folle
- 1964 : Commandant X - épisode : Le Dossier Londres de Jean-Paul Carrère
- 1965 : Belphégor ou le Fantôme du Louvre, feuilleton télévisé de Claude Barma : Bernard Charel
- 1965 : Commandant X - épisode : Le Dossier Amazonie de Jean-Paul Carrère
- 1966 : Les Chevaliers du ciel, feuilleton télévisé, réalisation de François Villiers : commandant Mercier
- 1968 : Provinces (émission La Chevelure d'Atalante), réalisation de Jean-Paul Sassy
- 1970 : Ne vous fâchez pas Imogène de Lazare Iglesis
- 1972 : Les Enquêtes du commissaire Maigret de François Villiers, épisode Maigret se fâche : Charles Malik
- 1973 : Karatekas and Co feuilleton en 6 épisodes d'Edmond Tyborowski
- 1974 :  Aux frontières du possible  : épisode : Le dernier rempart de Claude Boissol
- 1974 : À dossiers ouverts de Claude Boissol, épisode Piège sur l'Autoroute
- 1976 : Les Douze Légionnaires de Bernard Borderie
- 1987 : Les Enquêtes du commissaire Maigret, épisode Maigret voyage de Jean-Paul Carrère

## Théâtre
- 1981 : Joyeuses Pâques de Jean Poiret, mise en scène Pierre Mondy, théâtre du Palais-Royal, théâtre de la Michodière
- 1983 : Le Vison voyageur de Ray Cooney et John Chapman, mise en scène Jacques Sereys théâtre de la Michodière.

## Doublage

### Cinéma
- 1973 : Les Voleurs de trains : Jessie (Ben Johnson)
- 1985 : D.A.R.Y.L. : le général Graycliffe (Ron Frazier) (1er doublage)
- 1987 : La Gagne : Phil Carpenter (Tom Skerritt)
- 1995 : Mort ou vif : Horace (Pat Hingle)

### Télévision
dans la série Arabesque :
- 1986 : M. Connor (Leonard O. Turner) saison 2 - épisode 14
- 1986 : Harry Kingman (Joe Dorsey) saison 3 - épisodes 1 et 2
- 1988 : l'interprète principal (Kenny Davis) saison 5 - épisode 4
- 1995 : Fritz Randall (John Astin) saison 11 - épisode 16